# 사도 (1997년 영화)
사도(The Apostle)는 미국에서 제작된 로버트 듀발 감독의 1997년 영화이다. 로버트 듀발 등이 주연으로 출연하였고 롭 칼리너 등이 제작에 참여하였다.

## 출연

### 주연
- 로버트 듀발
- 파라 포셋
- 미란다 리차드슨

### 조연
- 토드 알렌
- 존 비즐리
- 준 카터 캐쉬
- 월튼 고긴스
- 빌리 조 샤버

## 제작진
- 공동제작: 스티븐 브라운
- 협력프로듀서: 에드 존스톤
- 미술: 린다 버튼
- 의상: 더글러스 홀
- 배역: 에드 존스톤
- 배역: 레니 루셀로트